# Instituto de Estudios de Seguridad de la Unión Europea
El Instituto de Estudios de Seguridad (IESUE), es una agencia de la Unión Europea ubicada en París y que funciona en el marco de la Política Exterior y de Seguridad Común (PESC). Su objetivo es ayudar a crear una cultura europea común de seguridad y contribuir al debate estratégico, ofreciendo una interfaz entre responsables europeos y los diversos círculos de especialistas no oficiales. Las actividades del Instituto se orientan al análisis de datos y la formulación de las recomendaciones necesarias para la aplicación de las políticas de la UE.
El Instituto tiene carácter autónomo y libertad intelectual, lo que significa que no representa ni defiende ningún interés nacional particular. Sus actividades, planteadas de manera colectiva y con una "orientación europea", atañen al estudio de asuntos que cada Estado miembro suele abordar por separado; esto permite ejercer una crítica constructiva a la Política Común de Seguridad y Defensa (PCSD).

## Tareas principales
El Instituto contribuye al desarrollo de la Política Exterior y de Seguridad Común (PESC) al ejecutar una serie de tareas:
- organizar la investigación y el debate sobre los principales aspectos de seguridad y defensa que revisten importancia para la Unión Europea;
- reunir a académicos, funcionarios, expertos y responsables de los Estados miembros de la UE y de otros países europeos, Estados Unidos y Canadá a fin de efectuar un análisis prospectivo de cuestiones de defensa destinado al Consejo de la Unión Europea y el Alto representante de la Unión para Asuntos Exteriores y Política de Seguridad;
- desarrollar un diálogo trasatlántico sobre todos los asuntos de seguridad entre los países de Europa, Estados Unidos y Canadá a fin de intensificar la relación transatlántica y enriquecer los planteamientos de ambos lados en materia de seguridad;
- ofrecer becas a fin de ampliar su red de contactos y las sinergias con los grupos de reflexión nacionales. Se conceden becas de visita a jóvenes académicos de todos los países europeos y becas de nivel postdoctorado a especialistas reconocidos.

## Actividades
El instituto cubre todas las áreas de la PESC incluyendo la Política Común de Seguridad y Defensa (PCSD). Sus nueve investigadores están complementados por una amplia red de investigadores externos quienes contribuyen a las actividades del instituto de manera ad hoc.
La publicación principal del instituto es la serie monográfica Chaillot Papers. Además de estos, el instituto publica Occasional Papers, libros, informes y otros.
El instituto organiza seminarios y conferencias donde reúne a académicos, funcionarios, expertos y responsables de los Estados miembros de la UE y de otros países. Durante la conferencia anual del instituto el Alto representante de la Unión para Asuntos Exteriores y Política de Seguridad pronuncia su discurso sobre el estado de la PESC.
El instituto coopera con numerosas instituciones en Europa, Estados Unidos y en otras partes del mundo, jugando un papel importante en el desarrollo de conceptos de la PESC. También participa en la Escuela Europea de Seguridad y Defensa (EESD).

## Autonomía estratégica
La política exterior y de defensa es un terreno donde los Estados miembros suelen abogar por mantener su soberanía nacional. Ello no ha impedido que conceptos como “unión europea de la defensa”, “soberanía europea” o “autonomía estratégica” se hayan convertido en un lenguaje común para significar la ambición de la UE de actuar como un actor internacional y contribuir a dar forma al “nuevo orden mundial”. No obstante, estos conceptos no han sido definidos con precisión y suelen ser interpretados de forma ambigua, cuando no contradictoria, lo que ha contribuido a eludir el debate sobre la definición estratégica de la UE.
Además de las cuestiones de defensa, la UE busca reducir su dependencia en varios sectores. Este es el caso de lo digital, en cuyo ámbito las tecnologías emergentes, como la inteligencia artificial o la computación cuántica, revisten crucial importancia para la Unión. La tecnología digital es también fuente de riesgos —guerras informáticas— que pueden ser llevados a cabo por multitud de actores y que denotan el interés estratégico del sector. Así mismo, debido a la interdependencia mundial entre las economías, el comercio, la salud y la energía también se ven afectados (la crisis mundial energética es un ejemplo notable de dicha situación).
En este contexto Ursula von der Leyen anunció, desde el inicio de sus funciones como presidenta de la Comisión Europea en 2019, su aspiración de dirigir lo que llamó una “Comisión geopolítica”. Su administración consideró necesario “pensar cómo garantizar la autonomía estratégica”, pero dejó claro que ese concepto no significaba que se debía buscar la autosuficiencia, ya que dada la complejidad de las cadenas de suministro, esto sería un objetivo inalcanzable.
En otro apartado, la ayuda al desarrollo de la UE —sumando las instituciones europeas y cada uno de los Estados miembros— se ha alineado tradicionalmente con los principios del desarrollo humano y sostenible. Sin embargo, estos paradigmas han interactuado también con la creciente presencia de objetivos geopolíticos.

## Control
A pesar de disfrutar de una libertad intelectual completa, el instituto cuenta con dos órganos de supervisión: El Comité Político y de Seguridad del Consejo es su interlocutor político, mientras que la junta de administración, presidida por el Alto representante de la Unión para Asuntos Exteriores y Política de Seguridad, se ocupa de los presupuestos y de la administración.

## Financiación
Al ser una agencia de la UE, el instituto depende exclusivamente de contribuciones de los Estados miembros según su producto nacional bruto. Además los Estados miembros pueden contribuir voluntariamente para financiar proyectos específicos. El instituto no representa ni defiende ningún interés nacional particular.